# Ehecatl
En la mitologia asteca Ehecatl és un déu asteca del vent. És una de les representacions de Quetzalcoatl, sota la forma d'un ànec o un mico. És la causa de tot moviment.
Va enamorar-se d'una dona humana i perquè ella pogués correspondre els seus sentiments va regalar als humans l'amor.
A Catalunya es conserva un exemplar d'una escultura de pedra representant Ehecatl a la Biblioteca Museu Víctor Balaguer de Vilanova i la Geltrú.